# Boulevard Henry-Orrion
Le boulevard Henry-Orrion est une voie nantaise, constituant une partie des « boulevards de ceinture » nantais.

## Situation et accès
Long de 530 m, le boulevard, situé dans le quartier Hauts-Pavés - Saint-Félix, part du prolongement du boulevard Eugène-Orieux à l'est, pour déboucher au croisement des boulevards des Frères-de-Goncourt et Gabriel-Lauriol à l'ouest.

## Origine du nom
en hommage à Henry Orrion, qui fut deux fois maire de Nantes de 1942 à 1944 et de 1947 à 1965, ainsi que député de Loire-Atlantique de 1958 à 1962. Auparavant, l'artère constituait la partie centrale du « Boulevard Saint-Félix », dénomination qui s'étendait jusqu'à l'actuel boulevard des Frères-de-Goncourt. Par la suite, elle deviendra la partie ouest du boulevard Eugène-Orieux en 1901.

## Historique
Le boulevard fut construit dans les années 1870, afin de relier la commune de Doulon à celle de Chantenay. Sur les plans antérieurs à 1900, l'ensemble de ces artères était désigné sous le nom de « boulevard de ceinture ».
Son nom actuel lui a été attribué par délibération du conseil municipal du 26 avril 1971.

## Rues latérales et place secondaires

### Place du 116e-Régiment-d'Infanterie
Localisation : 47° 14′ 00″ N, 1° 33′ 32″ O
Cette petite place triangulaire arborée située sur le côté nord du boulevard, assure la desserte des rues du Loquidy et de la Lombarderie.

### Rue Charles-Lebourg
Localisation : 47° 14′ 02″ N, 1° 33′ 36″ O
Cette artère relie boulevard Henry-Orrion à la rue du Loquidy et rend hommage au sculpteur nantais Charles-Auguste Lebourg.

### Rue Amédée-Ménard
Localisation : 47° 14′ 04″ N, 1° 33′ 40″ O
Cette artère relie également boulevard Henry-Orrion à la rue du Loquidy et rend hommage au sculpteur nantais Amédée Ménard.

### Rue du Pin
Localisation : 47° 14′ 05″ N, 1° 33′ 43″ O

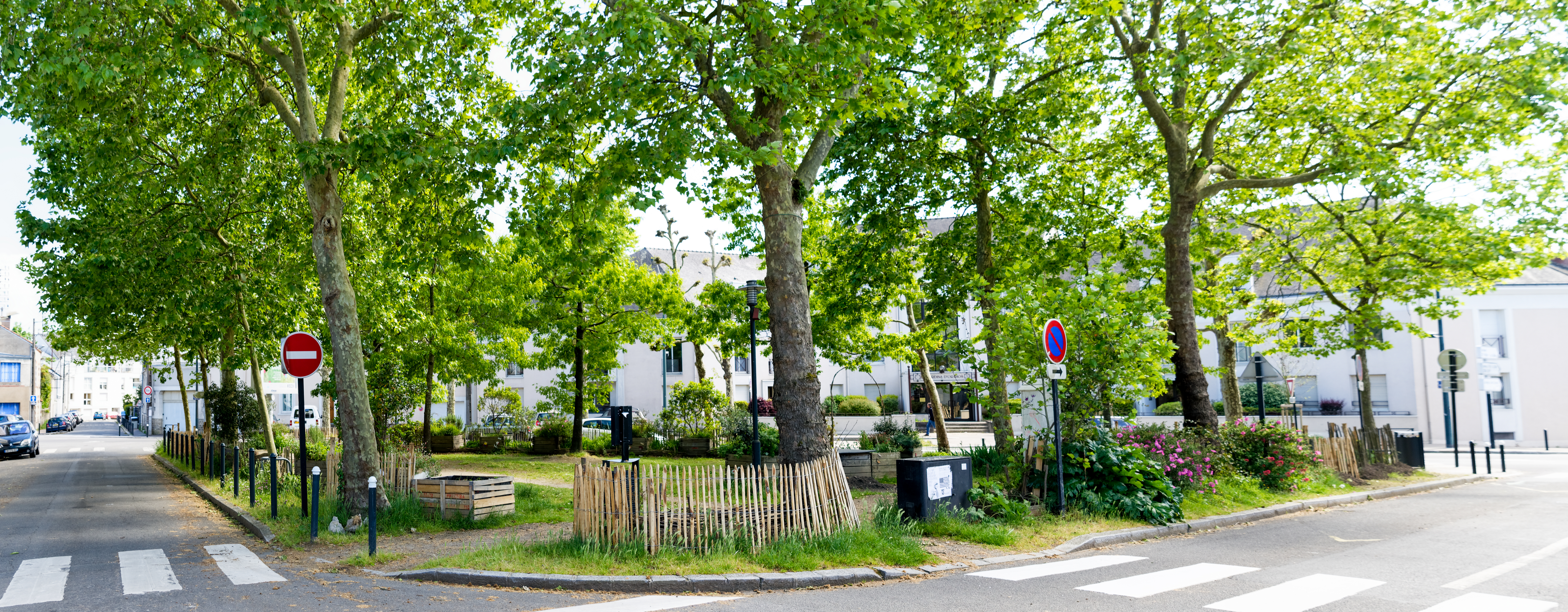
Place du 116ème régiment d'infanterie
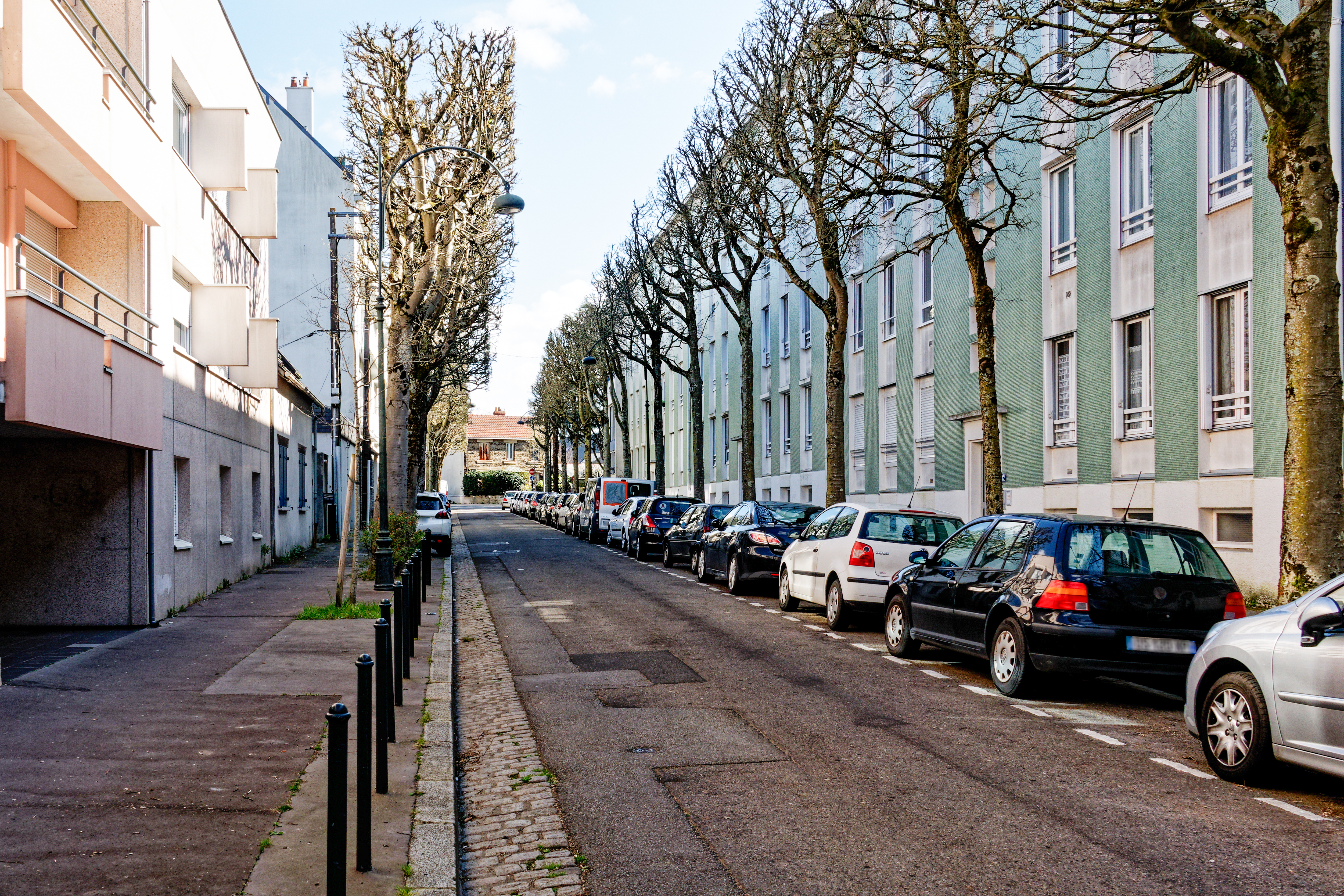
La rue du Pin.
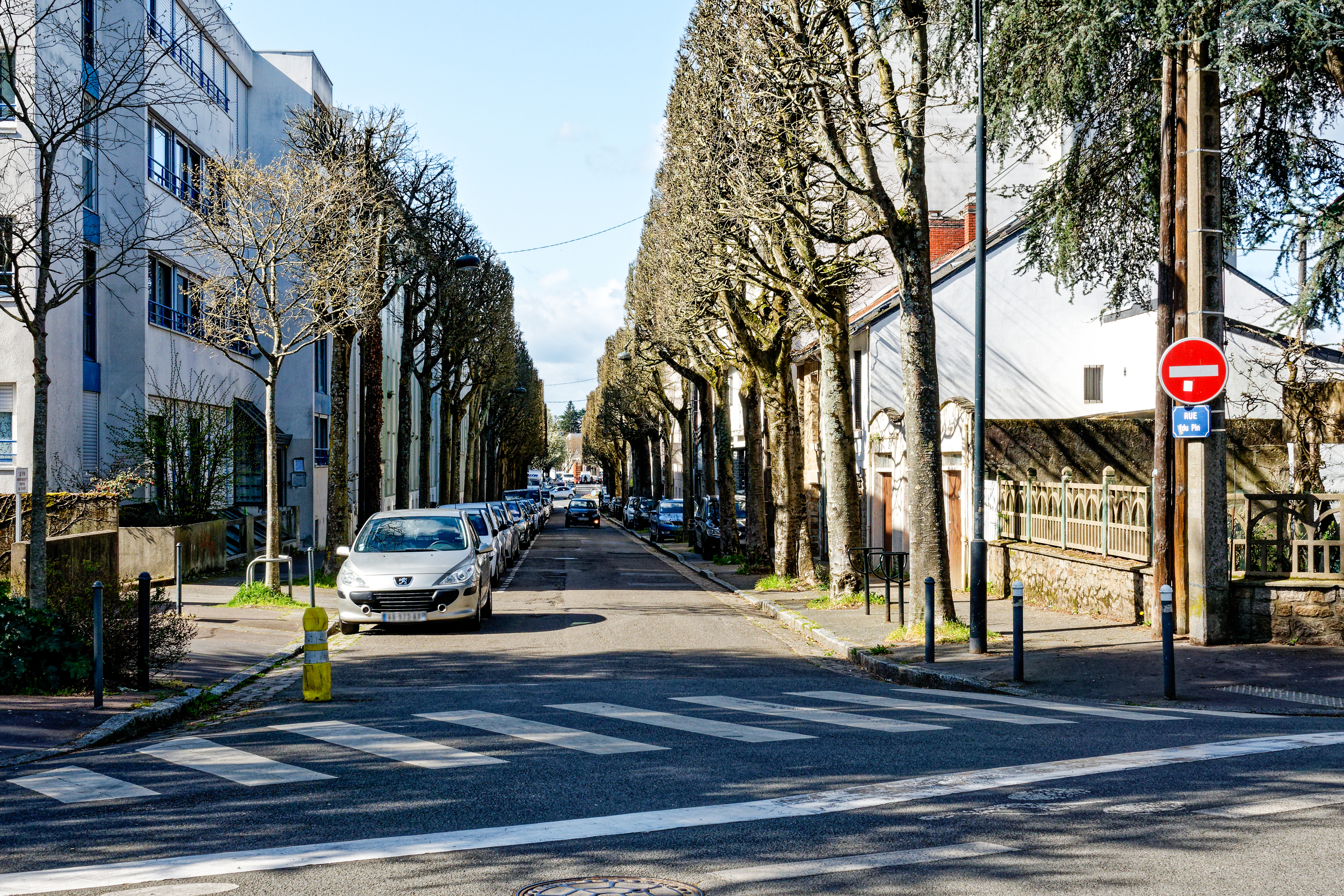
La rue du Pin.

## Sources
- Édouard Pied, Notices sur les rues de Nantes, A. Dugas, 1906, 331 p., p. 218.